# Unidade da Guarda Presidencial
Die Unidade da Guarda Presidencial oder kurz UGP ist die Präsidentengarde des angolanischen Präsidenten João Lourenço. Die Sondereinheit ist auf Häuserkampf spezialisiert. Die Truppe besteht sowohl aus männlichen und weiblichen Mitgliedern. Ihre Mission ist, die körperliche Unversehrtheit des Präsidenten zu gewährleisten und ihn zu schützen. Kommandant der Einheit ist Generalleutnant Alfredo Tyaunda.

## Geschichte
Die UPG beteiligte sich am Bürgerkrieg in Angola.
Laut der Zeitung Jeune Afrique sollen im Zuge der Regierungskrise in der Elfenbeinküste 2010/2011 92 Soldaten der UPG Anfang April gemeinsam mit Laurent Gbagbo in der Präsidentenresidenz in Abidjan ausgeharrt und gegen die Forces républicaines de Côte d’Ivoire gekämpft haben. Dabei sollen sie das Gebäude vermint haben. Die Berichte wurden von der angolanischen Regierung zurückgewiesen.